# Polderjongen

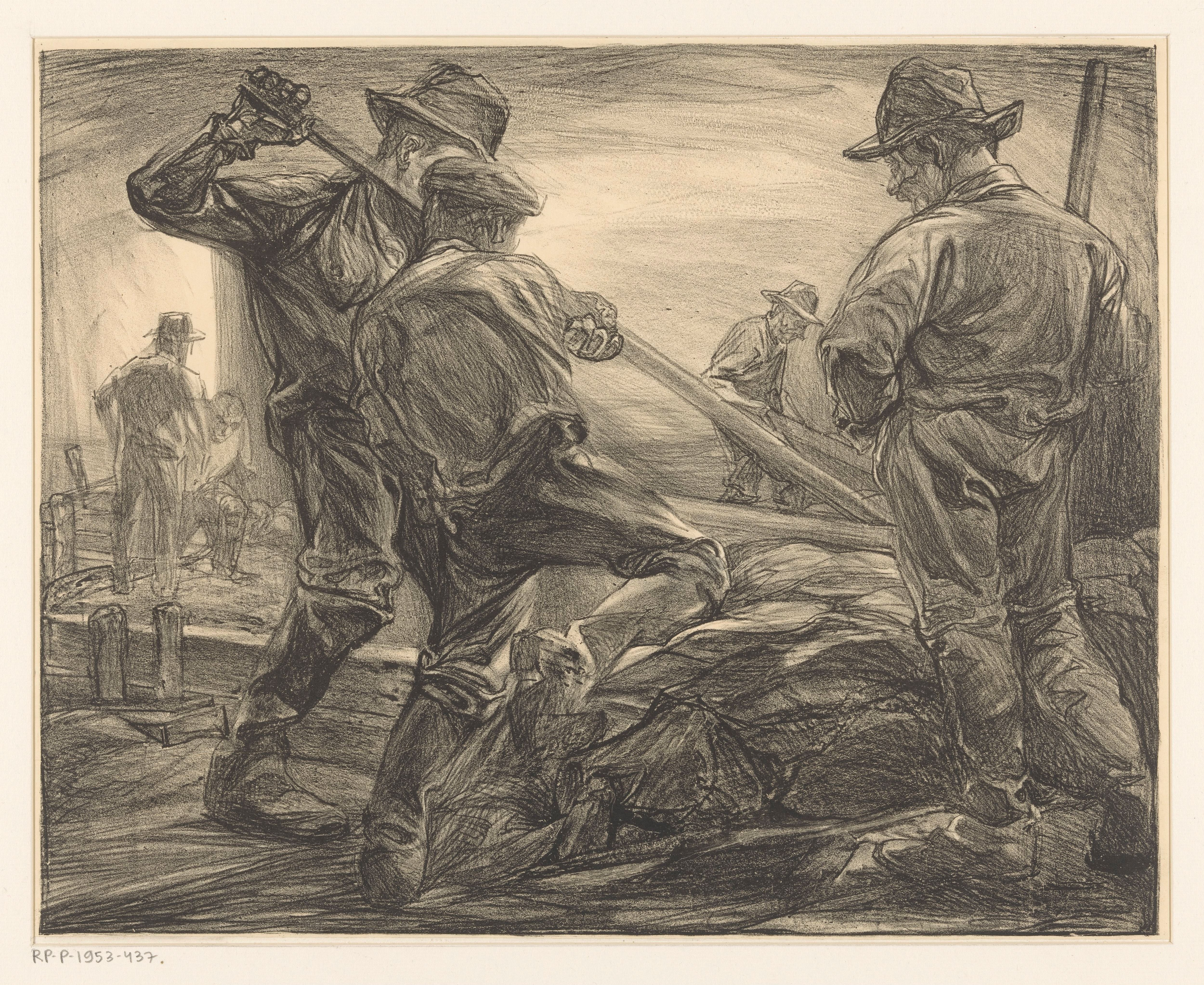
Dijkwerkers

Onder polderjongens , ook wel poldermannen, polderwerkers of dijkwerkers genoemd, verstaat men de arbeiders die werkten bij het bedijken en inrichten van polders, droogmakerijen en andere grondwerken.
Vanouds betrof het losse arbeiders die van het ene naar het andere werk trokken, alwaar ze werden ondergebracht in keten. Dit waren provisorische bouwsels van balken, planken en riet, soms enkel van riet en stro. In een dergelijke keet sliep een ploeg van tot 12 mensen.
Soms ging het om getrouwde, meestal echter om alleenstaande mannen. Het leven was zwaar en de voorzieningen waren gering. Sommigen waren min of meer avonturiers, anderen deden dit werk uit pure noodzaak. De hygiënische omstandigheden waren slecht, drinkwater was soms van bedroevende kwaliteit en regelmatig braken ziekten uit. Het werk was zwaar en geschiedde gewoonlijk in ploegendienst.
In de winter, als er niet gewerkt kon worden, gingen sommige polderjongens naar hun familie, maar de meesten bleven in hun keten, waar verveling en ook alcoholisme dan toesloeg. Drankverkopers, die hun waar bij de keten sleten, waren daar overigens mede debet aan.
Als de polder geschikt voor de landbouw was gemaakt kwamen de pioniers: Zij die een landbouwbedrijf begonnen. De polderjongens gingen lang niet altijd weg. Soms bleven ze wonen aan de dijk en werden landarbeider bij de boeren. Aldus ontstonden buurtschappen en soms zelfs dijkdorpen. Regelmatig kwam het voor dat de polderjongens, nadat de polder in gereedheid was gebracht, niet wilden vertrekken. Soms werden ze zelfs verjaagd door de keten in brand te steken.
Aan deze omstandigheden kwam geleidelijk een eind in het begin van de 20e eeuw. Men sprak sindsdien van polderwerkers of dijkwerkers, en dit werden meer en meer reguliere werknemers van een aannemersbedrijf.

## Externe bron
- Polderjongens in de Haarlemmermeer